# Lioudmila Zykina

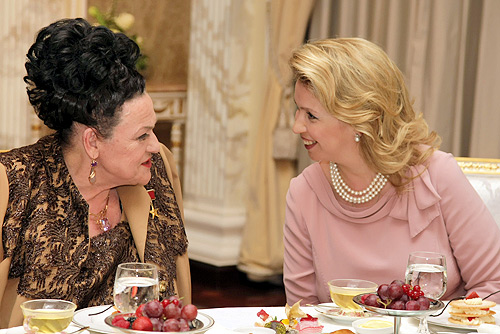
Lioudmila Zykina à gauche à la droite de Svetlana Medvedeva, épouse du président Medvedev, le 10 juin 2009.

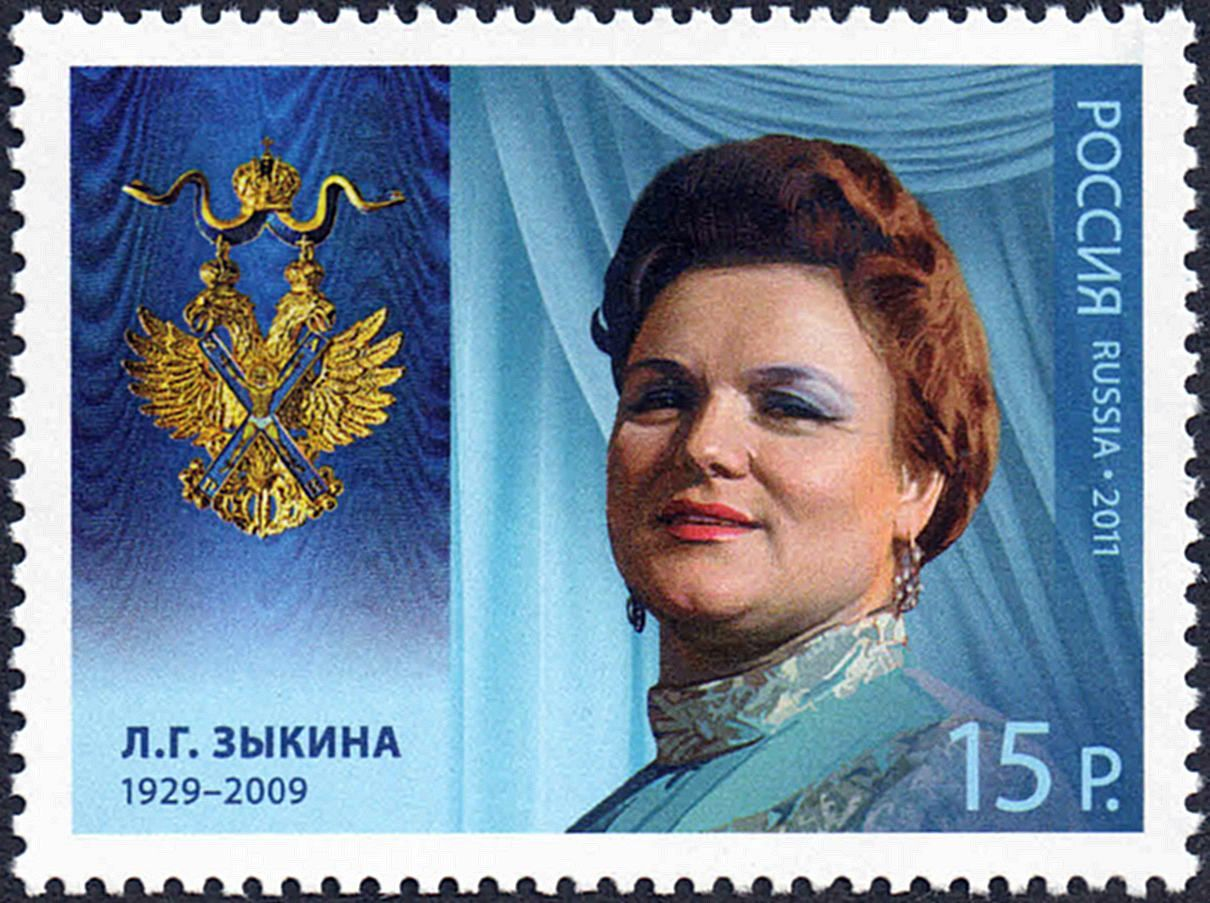
Timbre postal russe à l'effigie de Lyudmila Zykina émis en 2011.

Lioudmila Gueorguievna Zykina (en russe : Людмила Георгиевна Зыкина), née le 10 juin 1929 à Moscou et morte le 1er juillet 2009 d'un arrêt cardiaque, est une chanteuse russe et soviétique de chanson populaire.

## Biographie
Pendant la seconde guerre mondiale elle travaille comme ouvrière dans une usine d'outillage. Sa carrière de chanteuse débute en 1947 après sa victoire à un concours de chant au niveau national. Elle chante dans un chœur devant Staline. Elle est demeurée populaire bien après la dislocation de l'URSS. Elle possédait une datcha à Sovietski Pissatel.

## Récompenses
Parmi ses nombreuses distinctions on peut distinguer l'ordre de l'Insigne d'Honneur (1967), le prix Lénine (1970), l'ordre de Lénine (1979), l'ordre du Mérite pour la Patrie (1997, 1999, 2009) et l'Ordre de Saint-André (2004), ainsi que les titres d'Artiste du peuple de l'URSS (1973) et de Héros du travail socialiste (1987).
Un astéroïde 4879 Zykina est nommé d'après elle.

### Vidéographie
- BasileM, « Russian Folk Songs - Russian TV - Ludmila Zykina (sous-titré ) », 4 septembre 2014 (consulté le 23 août 2024)